# Ferdynand Karol Gonzaga
Ferdynand Karol Gonzaga, także Karol III lub Karol IV (ur. 31 sierpnia 1652, zm. 5 lipca 1708) – książę Mantui i markiz Montferratu w latach 1665–1708.
Jego ojcem był Karol III Gonzaga, a matką Izabela Klara Habsburg. Był ostatnim władcą Mantui z rodu Gonzagów, po którym księstwo przejęli Habsburgowie, a Montferrat otrzymała we władanie dynastia sabaudzka.
W roku 1681 zawarł traktat subsydialny z Francją, co przyniosło mu coroczną pensję w wysokości 60 tys. liwrów – w zamian Francuzi zajęli twierdzę Casale obiecaną Ludwikowi XIV na podstawie wcześniejszego traktatu. Usadowienie się Francuzów w północnej Italii zostało jednak nieprzychylnie odebrane przez pozostałych władców włoskich, wśród których Karol stracił autorytet.
Gdy w roku 1701 rozpoczęła się wojna o sukcesję hiszpańską, ponownie poparł Francję, co przez cesarza Józefa I uznane zostało za zdradę. Jego domena została zniszczona przez wojska austriacko-sabaudzkie, wypierające z północnych Włoch Francuzów w 1706 roku. Dwukrotnie żonaty, nie doczekał się legalnego potomstwa, co ułatwiło Habsburgom przejęcie jego księstwa.
Kompozytor Tomaso Albinoni dedykował mu swój utwór (Opus 2) z 1700 roku.